# Lacougotte-Cadoul
Lacougotte-Cadoul (okzitanisch La Cogòta Cadol) ist eine französische Gemeinde mit 178 Einwohnern (Stand: 1. Januar 2022) im Département Tarn in der Region Okzitanien (vor 2016 Midi-Pyrénées). Die Gemeinde gehört zum Arrondissement Castres und zum Kanton Lavaur Cocagne (bis 2015 Lavaur). 

## Geographie
Lacougotte-Cadoul liegt etwa 37 Kilometer ostnordöstlich von Toulouse und etwa 39 Kilometer westnordwestlich von Castres. Umgeben wird Lacougotte-Cadoul von den Nachbargemeinden Lavaur im Norden und Nordwesten, Marzens im Norden und Osten, Roquevidal im Südosten, Veilhes im Süden sowie Viviers-lès-Lavaur im Westen. 

## Bevölkerungsentwicklung
| Jahr                      | 1962 | 1968 | 1975 | 1982 | 1990 | 1999 | 2006 | 2013 |
| Einwohner                 | 172  | 131  | 101  | 109  | 124  | 137  | 149  | 168  |
| Quelle: Cassini und INSEE |      |      |      |      |      |      |      |      |

## Sehenswürdigkeiten
- Kirche Notre-Dame